# 세르게이 카타난도프

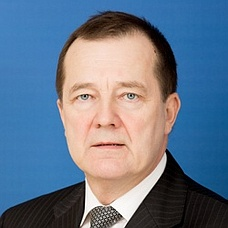
세르게이 카타난도프

세르게이 레오니도비치 카타난도프(러시아어: Сергей Леонидович Катанандов, 1955년 4월 21일 - )는 카렐리야 공화국의 대통령이다.
카타난도프는 1955년 4월 21일 카렐리야의 수도였던 페트로자보츠크에서 태어났다. 토목기사학을 전공했다. 1990년, 1998년에 페트로자보츠크의 시장으로 선출되었고 1998년에 카렐리야 공화국의 총리로 선출되었다. 2002년 5월부터, 카렐리야 공화국의 대통령이 되었다.